# Ján Hollý

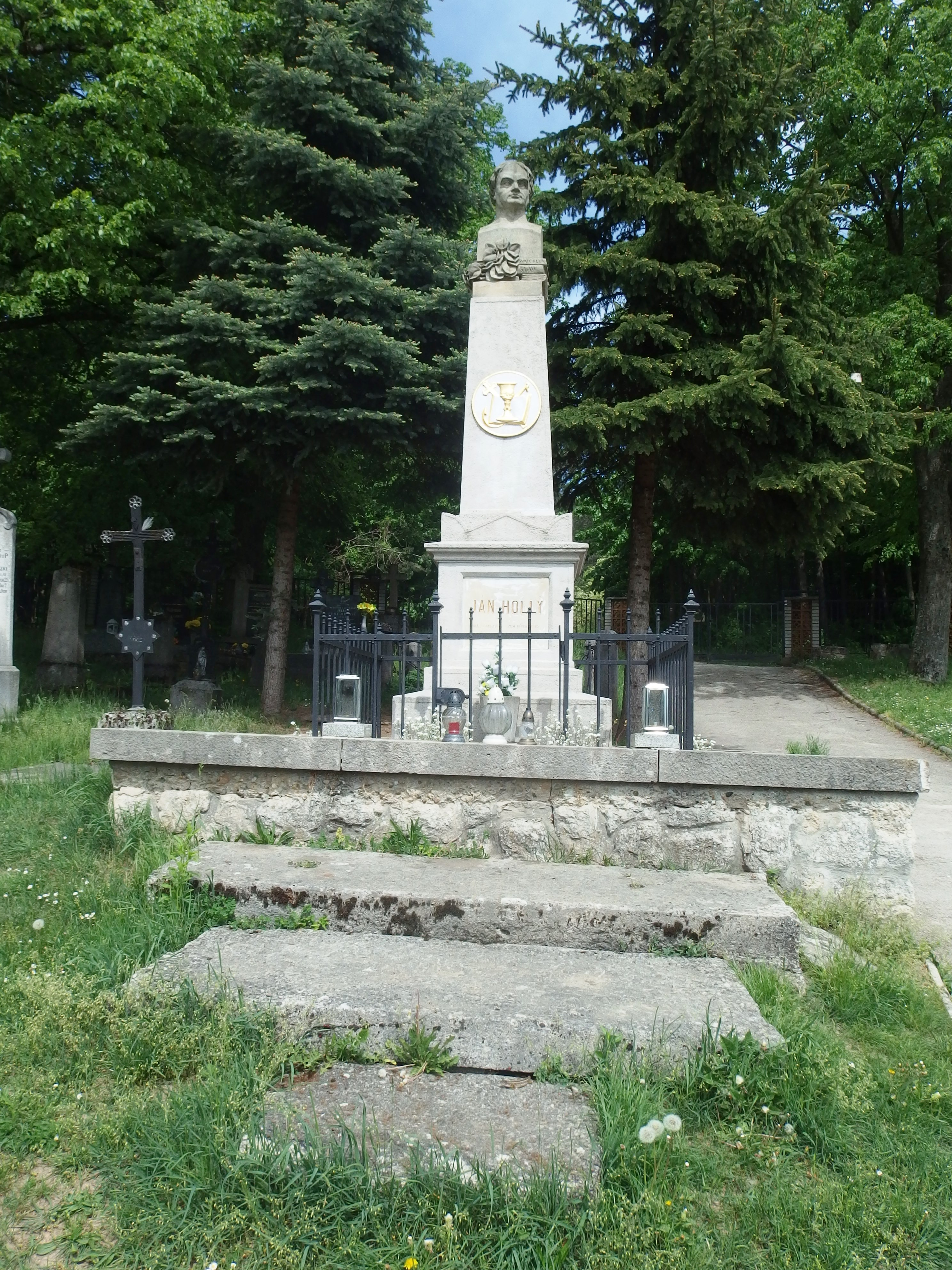
La sua tomba a Dobrá Voda

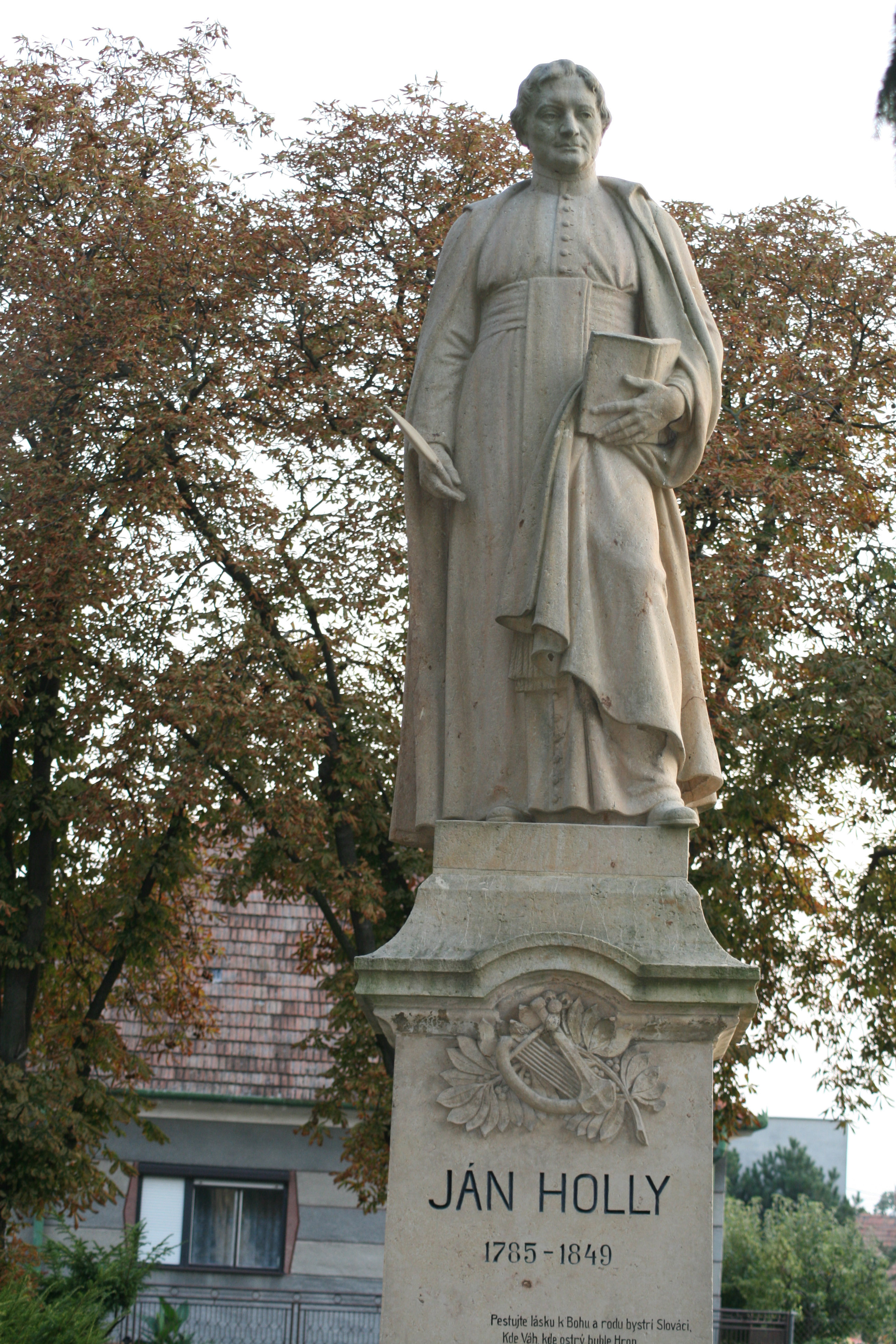
Una sua statua a Madunice

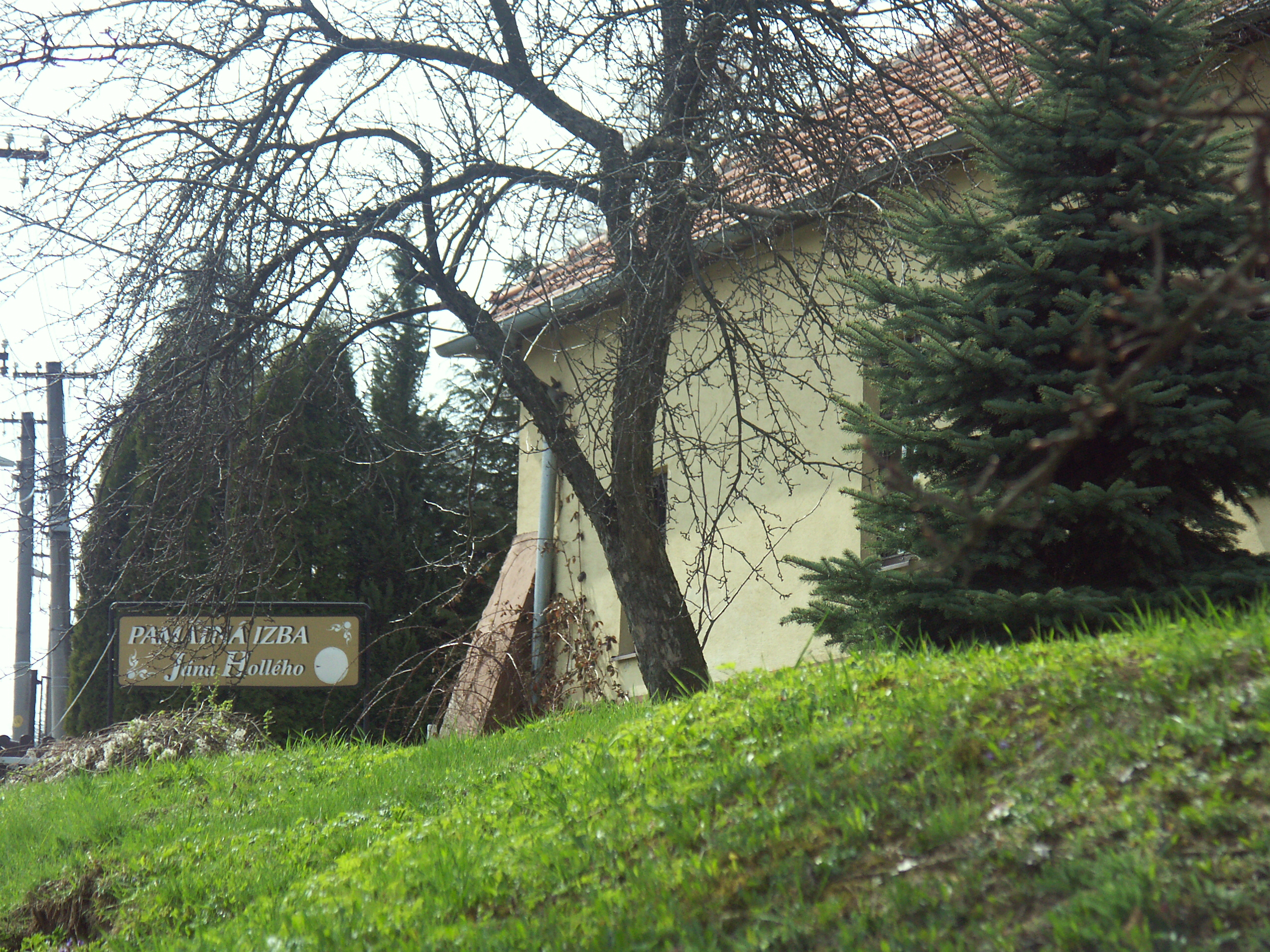
Camera commemorativa di Ján Hollý

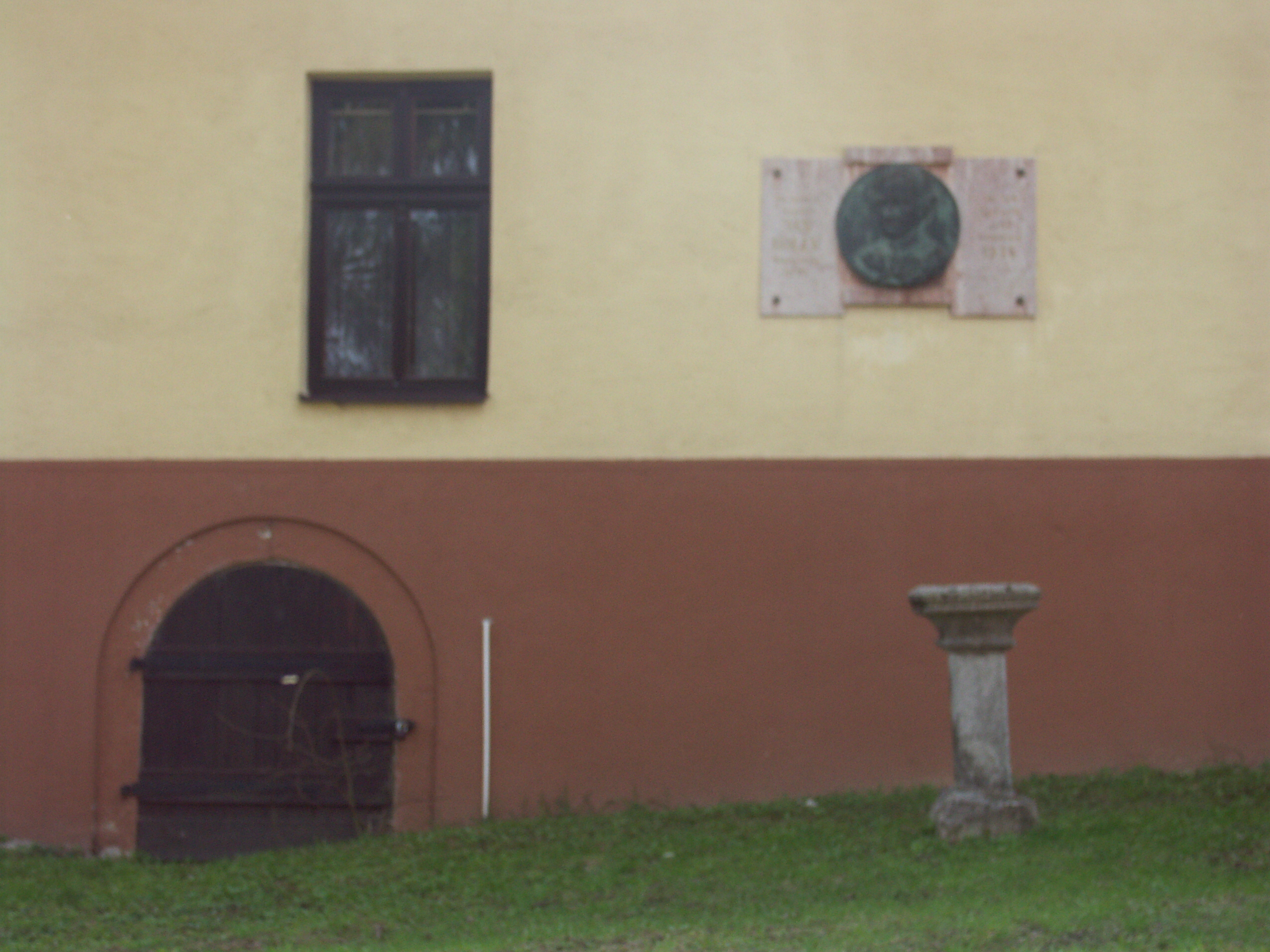
Camera commemorativa di Ján Hollý

Ján Hollý (Borský Mikuláš, 24 marzo 1785 – Dobrá Voda, 14 aprile 1849) è stato un presbitero, poeta e traduttore slovacco.

## Biografia

### Gli studi
Nacque da una modesta famiglia di agricoltori di Borský Mikuláš, dove Ján Hollý frequentò la scuola elementare. Frequentò poi la scuola di Skalica fra il 1797 e il 1799 e quindi si trasferì a Presburgo, l'odierna Bratislava, dove proseguì gli studi umanistici fra il 1799 e il 1802.
Entrò in seminario a Trnava dove dal 1802 al 1804 completò gli anni di filosofia, e dal 1804 al 1808 quelli di teologia. In questo seminario subì l'influenza di intellettuali attivi letterariamente ed editorialmente, che oltre alla conoscenza e all'apprezzamento del talento letterario gli trasmisero anche una consapevolezza nazionale. Fra di essi ebbe il ruolo più importante il professore di filosofia e teologia Juraj Palkovič, che più tardi diverrà suo mecenate.
Durante il periodo degli studi Hollý si dedicava già all'attività poetica, pubblicando anonimamente. Inizialmente scriveva in latino, e iniziò ad usare la lingua slovacca, nella versione codificata da Anton Bernolák, tra il 1805 e il 1807. Nel 1805 si era interessato della questione linguistica in polemica con Juraj Fándly. Si impegnò anche nelle questioni della teoria poetica. La poesia Podzbudzání Nemnislava esprime la scelta programmatica verso la lingua slovacca.

### A Pobedim e a Hlohovec
Nel 1808 fu ordinato presbitero e inviato a Pobedim come viceparroco. Dalle sue regolari passeggiate per boschetti, campi e prati trasse ispirazione per le sue poesie liriche. Tuttavia, i suoi idilli di questo periodo non si sono conservati. Inoltre traduceva Virgilio. Nell'esercizio del suo ministero era così fervoroso, da trascurare la sua salute. Molte volte occorse che si bagnasse guadando a cavallo il torrente per andare nella filiale della parrocchia e che celebrasse la Messa senza potersi cambiare d'abito, ammalandosi.
Nel 1812 Ján Hollý si trasferì a Hlohovec, sempre con l'incarico di viceparroco. Di questo periodo si hanno poche notizie. Nell'agosto del 1813 assistette alla grande alluvione del Váh, ma altrimenti il poeta visse con ritmi tranquilli.

### Parroco a Madunice
Dal 13 febbraio 1814 Hollý fu parroco di Madunice. Qui il poeta fu affascinato dalla natura circostante e soprattutto dal boschetto di Mlieč (Mlíč), dove era solito sedersi sotto piacevoli querce. Questo era per lui il giusto ambiente creativo. Nel 1820 scrisse una poesia in onore di Alexander Rudnay.
Nel 1824 pubblicò con l'aiuto di Juraj Palkovič il volume Rozličné básně ("Poesie diverse"), una raccolta di traduzioni di poesie antiche. Fu pubblicata anche la sua traduzione dell'Eneide di Virgilio. In seguito a queste appassionate traduzioni di capolavori epici Hollý maturò l'idea di creare qualcosa di simile relativo alla nazione slovacca. Si decise di rifarsi alla storia della Grande Moravia. Hollý sotto l'influenza di Juraj Papánek e Juraj Fándly riteneva che il popolo slovacco avesse origine dall'impero di Svätopluk e che gli slovacchi fossero i discendenti diretti della Grande Moravia. Il poeta, desideroso di creare una coscienza nazionale slovacca attraverso versi eroici, si accinse al suo capolavoro Svätopluk nel 1827 a nel 1830 ne aveva completato i dodici libri, in cui l'opera è divisa secondo il modello dell'Eneide. Dopo le correzioni, alle quali si dedicò nel corso del 1831, a Pasqua Hollý inviò il manoscritto al tipografo Jelínka di Trnava. Svatopluk fu stampato con l'aiuto di Juraj Palkovič nel 1833.
Nel 1829 la sua canonica fu distrutta dal fuoco e fu abbattuto il suo bosco preferito. Nel 1831 sfuggì all'epidemia di colera. A tutte le sventure il poeta cercò consolazione e speranza nella sua poesia.
Svatopluk ebbe un successo immediato ed entusiastico, soprattutto presso la giovane generazione. Nei circoli letterari si recitavano brani di Svatopluk persino di fronte ad Adam Mickiewicz e a Ján Kollár. L'energia che emanava dall'epopea e l'interesse si affievolirono solo dopo anni.
Nel 1835 morì il grande sostenitore di Hollý, Juraj Palkovič. Da allora il collaboratore principale dell'"Omero slovacco" fu Martin Hamuljak. Hamuljak e Hollý si erano conosciuti nel 1828 e si avvicinarono nel 1834 in occasione della fondazione della Società degli amatori della lingua e della letteratura slovacche di Buda. Hamuljak era il principale animatore della Società.
Dopo la pubblicazione di Svatopluk Hollý lavorò a un nuovo poema epico, questa volta sull'azione dei santi Cirillo e Metodio nella Grande Moravia. Hollý terminò l'opera nel settembre del 1834 e nel 1835 pubblicò la sua Cirillo-Metodiada in sei libri a Buda presso la tipografia di Hamuljak. Hollý a quel tempo si dedicava alla pubblicazione di idilli e del suo ultimo poema epico Sláv. Queste opere trovarono posto sulle pagine dell'almanacco Zora nel 1835, nel 1836 e nel 1839. Hollý però non scriveva solo poemi epici e idilli; compose anche odi nelle quali tributava omaggi a personaggi storici, ma anche ai suoi amici e sostenitori.
A quest'epoca Hollý era già una vera e propria leggenda. Inserendosi nella corrente principale del movimento nazionale slovacco Ľudovít Štúr e i suoi seguaci, resero visite al bardo e da esse attinsero l'ispirazione per la loro attività creativa. Questi "pellegrinaggi" a Madunice non li compivano soltanto loro: dal poeta slovacco Hollý si recarono in visita anche il pittore e scrittore tedesco Friedrich Kaiser, lo slavista russo Izmail Ivanovič Sreznevskij e altre personalità estere.

### Il ritiro a Dobrá Voda
Nel 1843, debole di vista e ustionato (in seguito all'incendio occorso nel maggio di quell'anno nella canonica di Madunice), si ritirò a Dobrá Voda da un amico di gioventù, il decano Martin Lackovič. Qui ebbe luogo la visita più memorabile. I giovani Štúr, Hurban e Hodža, occupati nella questione della nuova lingua letteraria, richiesero il parere del poeta cattolico, che così dimostrarono di ammirare; nel 1839 gli indirizzarono una poesia encomiastica. Jozef Miloslav Hurban scrisse della visita: «Egli non solo non aveva nulla contro la pura lingua slovacca, ma si discolpò apertamente, dicendo che ai suoi tempi non c'era possibilità in Slovacchia di scrivere libri in una lingua diversa da quella in cui il suo amico defunto Bernolák aveva scritto la grammatica. "Anche – disse – il mio metro sarebbe stato opportuno scrivere in questa lingua. Già queste canzoni popolari sono bellissime in quella parlata altoslovacca." Questo era il punto di vista di Hollý, con il quale, si capisce, noi eravamo totalmente d'accordo. Hollý ci diede la sua benedizione per un'opera allora caparbia.» Hollý però continuò a scrivere nello slovacco di Bernolák fino alla morte.

## Opere

### Traduzioni
- 1824 – Rozličné básně hrďinské, elegické a lirické ("Diverse poesie eroiche, elegiache e liriche"), raccolta di poesie di Virgilio, Teocrito, Omero, Ovidio, Tirteo e Orazio.
- 1828 – Aeneida (Eneide)

### Poemi epici
- 1833 – Svatopluk
- 1835 – Cyrillo-Methodiada
- 1839 – Sláv

### Idilli
- 1835, 1836, 1840 – Selanki ("Idilli")
- 1836 e 1840 – Žalospevi ("Elegie")

### Canzoni spirituali
- 1842 e 1846 – Katolíckí spevňík ("Canzoniere cattolico")

### Opere complete
- 1841 / 1842 – Básne ("Poesie")
- 1950 – Dielo ("Opere") (10 volumi)
- 1965 – Selanky ("Idilli") (portati in slovacco standard da Ján Kostra)
- 1967 – Korešpondencia Jána Hollého ("Corrispondenza di Ján Hollý")